# ناظم سنجاري
ناظم سنجاري (بالتركية: Nazım Sangaré) هو لاعب كرة قدم تركي في مركزي ظهير، ولد في 30 مايو 1994 في كولونيا في ألمانيا. شارك مع منتخب تركيا لكرة القدم. أما مع النوادي، فقد لعب مع ألمانيا آخن وأنطاليا سبور ونادي فنربخشة.

## وصلات خارجية
- ناظم سنجاري على موقع الاتحاد الأوربي (الإنجليزية)
- ناظم سنجاري على موقع اتحاد تركيا (لاعب) (الإنجليزية)
- ناظم سنجاري على موقع قاعدة بيانات كرة القدم.إي يو (الإنجليزية)
- ناظم سنجاري على موقع ناشيونال فوتبول تيمز (الإنجليزية)
- ناظم سنجاري على موقع Soccerway.com (الإنجليزية)
- ناظم سنجاري على موقع عالم كرة القدم.نت (الإنجليزية)